# Холмс, Гарри (хоккеист)
Гарри Холмс (англ. Harry "Hap" Holmes, р. 21 февраля 1892, Орора, Онтарио — 27 июня 1941) — канадский профессиональный хоккеист. Играл на позиции вратаря. Холмс выиграл Кубок Стэнли 4 раза с 4 разными командами. Он разделил этот рекорд с Джеком Маршаллом, своим товарищем по команде «Торонто Блюшертс», с которым выступал в 1914 году и который также выигрывал Кубок Стэнли с 4 разными командами. Этот рекорд до сих пор никто не повторил.
После окончания карьеры профессионального хоккеиста, работал тренером «Торонто Миллионеерс», «Кливленд Индианс». Американская хоккейная лига в его честь назвала награду, вручаемую лучшему по коэффициенту надёжности вратарю (Гарри "Хэп" Холмс Мемориал Эворд).

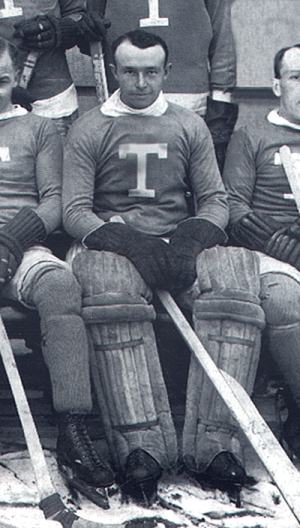
Гарри Холмс в игре. 1917 год

## Достижения
- Обладатель Кубка Стэнли (1914, 1917, 1918, 1925)
- Включен в Зал хоккейной славы в 1972 году.